# Shen Kuo
Shen Kuo (沈括S, Shěn KuòP, Shen K'uoW; Hangzhou, 1031 – Zhenjiang, 1095) è stato un geologo, astronomo, ambasciatore, matematico, cartografo, zoologo, botanico, generale, ingegnere idraulico, farmacologo cinese, nonché burocrate della dinastia Song (960-1279) in Cina.
Fu il primo a descrivere la bussola ad ago magnetico; a seguito del suo lavoro in astronomia, fu anche il primo a formulare il concetto di "vero nord" legato alla declinazione magnetica, per aiutare la navigazione in mare. Formulò un'ipotesi per la formazione della terra (geomorfologia), basandosi sull'osservazione di fossili marini trovati nelle Montagne di Taihang, della deposizione di limo, dell'erosione del suolo. Col suo collega, l'astronomo Wei Pu, studiò il moto della Luna e sviluppò diversi strumenti astronomici. Descrisse la stampa a caratteri mobili inventata da Bi Sheng (990-1051).